# Helge Böttcher
Helge Emil Georg Böttcher, född 15 september 1907 i Landskrona, död 4 juni 1992 i Landskrona, var en svensk konstnär.
Böttcher var som konstnär autodidakt och bedrev självstudier i Danmark. Hans konst består av interiörer med figurer samt bibliska ämnen. Helge Böttcher är begravd på Landskrona kyrkogård.